# کامرس (تگزاس)
کامرس، تگزاس(به انگلیسی: Commerce, Texas) شهری در ایالت تگزاس از ایالات جنوبی ایالات متحده آمریکا است. در سرشماری سال ۲۰۰۰، جمعیت این شهر ۷۶۶۹ نفر اعلام شد.